# جهروکه درشن

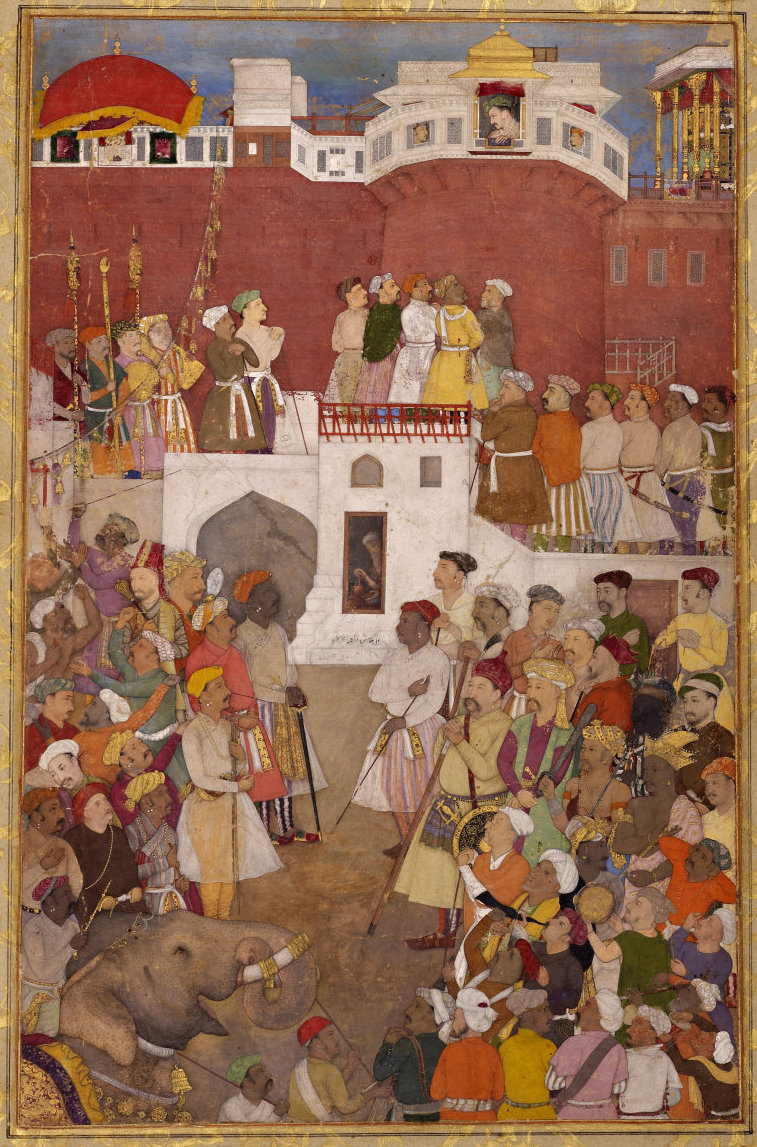
نقاشی ابوالحسن از امپراتور جهانگیر در پنجرهٔ جهروکهٔ قلعه آگره، ح. ۱۶۲۰، موزه آقاخان

جهَروکهَ دَرشَن یا جهَروکا درشن (هندی: झरोखा दर्शन، Jharōkhā Darśana) یک مراسم روزانه در قلعه‌ها و کاخ‌های پادشاهان قرون میانه هند بود که برای مخاطبان عمومی (درشن) از روی پنجره یا بالکن (جْهَروکهَ) اجرا می‌شد. این روشی اساسی و مستقیم برای برقراری ارتباط رو در رو میان شاه و مردم بود و راهکاری بود که امپراتوران گورکانی هند نخستین بار اتخاذ کردند.  پیدایش بالکن‌ها به نام جهروکه درشن (یا با املاهای دیگری نظیر جهروکا درشن و جهروکی درشن) را به اکبر بزرگ در قرن شانزدهم میلادی نسبت می‌دهند؛ اگرچه این می‌توانست خلاف احکام اسلامی باشد. پیش از این، همایون (پدر اکبر) نیز این عمل هندو را در پیش گرفته بود و برای شنیدن شکایات عمومی مردم، در جهروکه ظاهر می‌شد.
اجرای مراسم جهروکه درشن یک رویداد روزانه بود. این سنت همچنان توسط حاکمانی که از اکبر (حدود ۱۵۵۶–۱۶۰۵ م) پیروی می‌کردند، ادامه یافت. جهانگیرشاه (حکومت در ۱۶۰۵–۲۷ م) و شاه جهان (حکومت در ۱۶۲۸–۵۸ م) نیز به طرز محتاطانه‌ای در مقابل افراد خود ظاهر می‌شدند. با این حال، این عمل باستانی توسط اورنگ زیب در یازدهمین سال سلطنتش متوقف شد؛ زیرا وی آن را عملی غیراسلامی می‌دانست که نوعی بت‌پرستی را تداعی می‌کرد. در قلعه آگره و لال قلعه، جهروکه با جمُنا روبرو بود و امپراتور برای استقبال از رعایای خود به تنهایی روی جهروکه می‌ایستاد. امپراتوران گورکانی هنگام مسافرت به خارج از پایتختشان، جهروکه درشن را با استفاده از چوبی قابل حمل، معروف به دو آشیانه منزل، برگزار می‌کردند.
در جریان مراسم دربار دهلی که در ۱۲ دسامبر ۱۹۱۱ میلادی، در شهر دهلی برگزار شد، پادشاه جرج پنجم و همسر وی، ملکه ماری، در جهروکهٔ لال قلعه ظاهر شدند تا به ۵۰۰۰۰۰ نفر از مردم عادی درشن بدهند.

## وجه تسمیه
درشن یک واژهٔ سانسکریت است که به معنی «دید» و «مشاهده» است (همچنین به معنی: «مشاهدهٔ یک بت یا یک قدیس است») که توسط شاهان گورکانی، برای حضور روزمره‌شان در مقابل رعایایشان، به کار برده شده‌است. این واژه تأثیر هندوئیسم را نیز نشان می‌دهد. پیش از این که اکبر این مراسم را به عنوان یک سنت روزمره در هنگام طلوع آفتاب جا بیندازد، نخستین بار همایون چنین برنامه‌ای ترتیب داده‌بود.
واژهٔ جهروکه در لغت به معنی پنجره شاه‌نشین رو به شرق، بالکن سلطنتی، یا «بالکنی برای مشاهده» است و در واقع یک پنجره آوریلی برآمده از دیوار هر کاخ یا قلعه‌ای که در آن پادشاهان یا امپراتوران در طول سلطنت خود اقامت داشتند، بود. معماری آن نه تنها نیاز اساسی به روشنایی و تهویه را تأمین می‌کرد، بلکه در دوران سلطنت گورکانیان مُغُل، مفهومی الهی بدان رسید. ظاهر جهروکه در بسیاری از نقاشی‌های گورکانی به تصویر کشیده شده‌است.

## رویه حاکمان مختلف

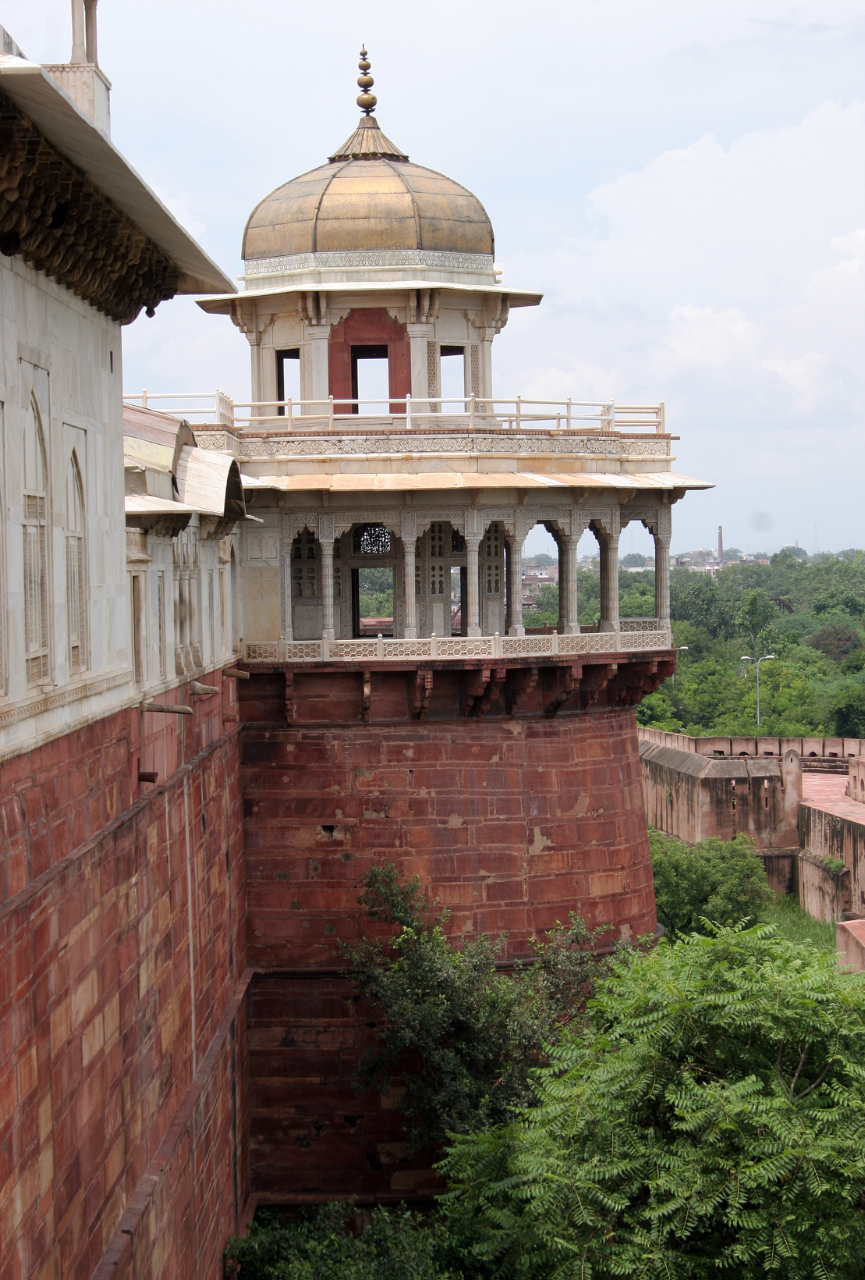
شاه برج، قصر سلطنتی آگره

### در زمان حکومت همایون
ابتدا در زمان سلطنت همایون، حضور در میان مردم از جهروکه با به‌کارگیری مراسمی که متعلق به هندوها بود، آغاز شد؛ با این حال، پیدایش این مراسم به‌طور کلی به جانشین او، اکبر، نسبت داده می‌شود. همایون یک طبل در زیر دیوار نصب کرده بود تا دادخواهان جمع شده زیر جهروکه، بتوانند آن را به صدا درآورند و توجه او را به تجمع خود جلب کنند.

### در زمان سلطنت اکبر
با رشد حکومت گورکانی در زمان اکبر، بازدید از دربار پادشاه در فاتح پور سیکری کار دشواری شد و در حدود ۱۶۲۰ میلادی، هیچ غریبه‌ای نمی‌توانست از نگهبانان شاه بگذرد و بدون معرفی مهمانان احتمالی توسط نگهبان‌ها، شخص موفق به حضور در دربار نمی‌شد. از سوی دیگر، برگزاری مراسم روزانه اکبر در محل اقامت شخصیش، برای پرستش خورشید در صبح زود، او را به اجرای مراسم جهروکه در قلعه آگره سوق داد. هندوها که در آن ساعات سحر در رودخانه‌ها استحمام می‌کردند، هنگامی که اکبر برای پرستش خورشید روی پنجره جهروکه ظاهر می‌شد، با او سلام و احوالپرسی می‌کردند. همچنین این دوره‌ای بود که اکبر در حال ترویج سیاست‌های تسامح‌گرایانه برای درهم‌آمیختگی و تکثرگرایی دینی بود و در چنین شرایطی جهروکه درشن را راه انداخت. پس از این، اکبر هر وقت صبح خود را با پرستش آغاز می‌کرد، سپس در مراسم جهروکه درشن شرکت می‌جست و از مخاطبان زیادی که هر روز در زیر پنجره‌اش جمع می‌شدند، استقبال می‌کرد. او حدود یک ساعت از روز را در جهروکه می‌گذراند و «به دنبال پذیرش اقتدار شاهنشاهی، به عنوان بخشی از ایمان عمومی» بود و پس از آن برای انجام وظایف اداری خود، به مدت دو ساعت در دیوان عام حضور می‌یافت. در کنار اکبر، اعضای خاندان سلطنتی و افراد نزدیک به شاهنشاه هم می‌ایستادند و درباریان و بازدیدکنندگان برجسته نیز پس از آن‌ها، با توجه به مرتبت و جایگاهی که داشتند، با فاصله از اکبر در مراسم حضور می‌یافتند.
جمعیت مردمی که در زیر بالکن جمع شده بودند، معمولاً از سربازان، بازرگانان، پیشه‌وران، دهقانان، زنان و کودکان بیمار تشکیل شده بود. هنگامی که بالکن بلند بود، پادشاه بر روی سکویی می‌ایستاد تا مردمی که زیر بالکن جمع شده بودند، بتوانند به خود اطمینان دهند که او زنده است و امپراتوری پایدار است؛ حتی وقتی حاکم بیمار بود. او احساس کرد که برای حفظ کنترل و تسلط خود بر امپراتوری، لازم است حداقل روزی یک بار آن‌ها را علناً ببیند تا از هرج و مرج محتمل جلوگیری کند. همچنین این یک هدف نمادین داشت. در این مدت ممکن بود افراد مستقیماً از اکبر درخواست‌های شخصی کنند یا بنا به دلایلی دادخواست‌هایی را به او ارائه دهند؛ بنابراین، اکبر روزی دو بار در جهروکه ظاهر می‌شد و شکایت‌های افرادی را که می‌خواستند با او صحبت کنند، می‌شنید. گاهی، در حالی که شاهنشاه جهروکه درشن می‌داد، موضوعی را پیش می‌کشید تا مردم بتوانند شکایات و دادخواست‌های خود را به دنبال توجه و عدالت او بیان کنند. این روشی مؤثر برای برقراری ارتباط و فرایند تبادل اطلاعات بود. بدائونی، نویسندهٔ معاصر اکبر، گزارش کرده‌است که جهروکه درشن به‌طور مؤثری در دوران اکبر فعال بود و او حدود چهار ساعت و نیم را به‌طور منظم در چنین درشنی می‌گذراند. نقاشی‌هایی از اکبر که در جهروکه درشن حضور یافته، مشهور است.

### در زمان سلطنت جهانگیر

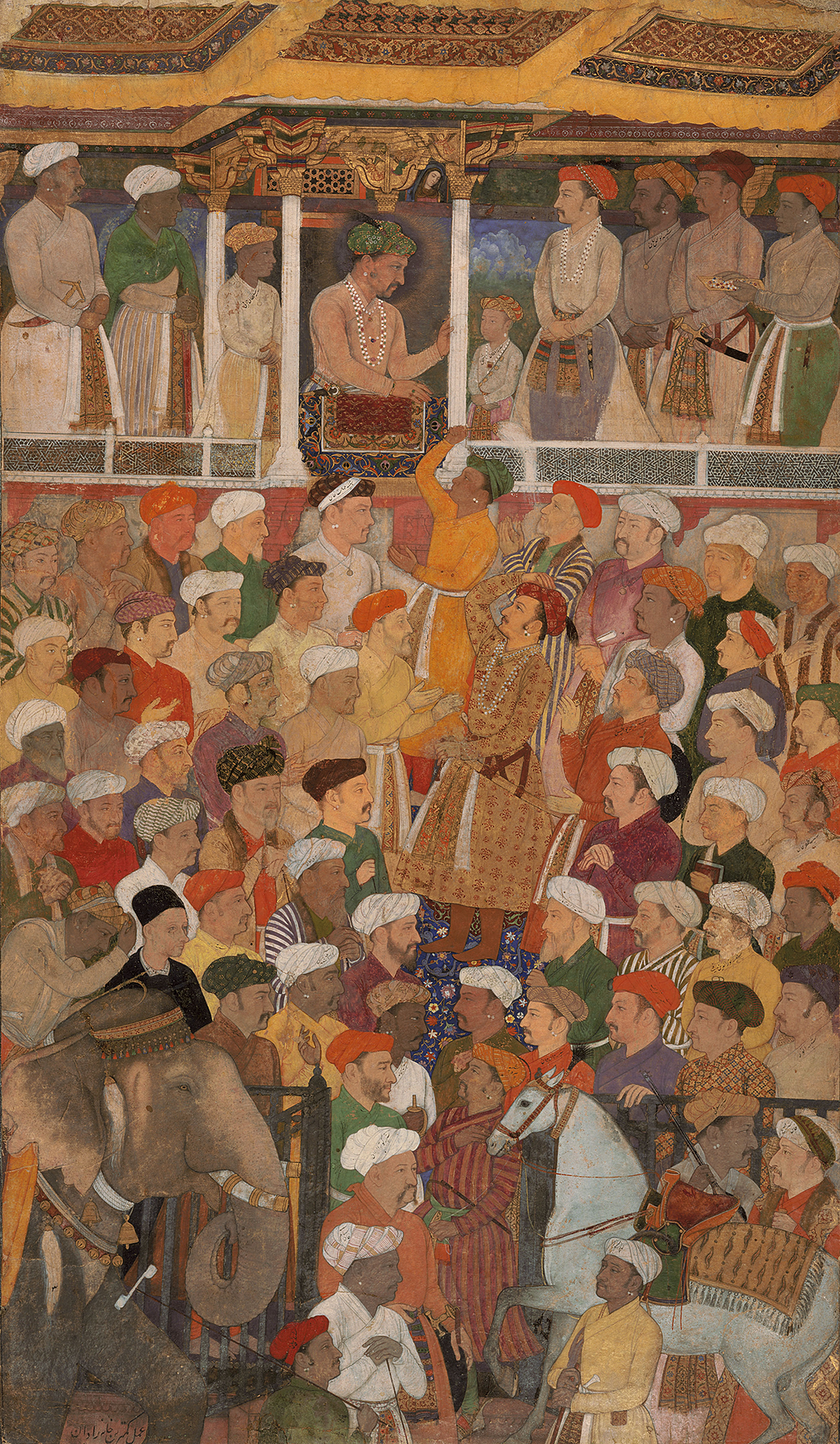
نگاره‌ای در کتاب تزک جهانگیری که پادشاه جهانگیر را حین جهروکه درشن نشان می‌دهد.
اثر منوهر و نگهداری در موزه هنرهای زیبای بوستون.

پسر اکبر، امپراتور جهانگیر، به فعالیت جهروکه درشن ادامه داد. در قلعه آگره، پنجره جهروکه بخشی از سازه بود و نام شاه برج بر آن گذاشته بودند. این برج به شکل هشت ضلعی است و دارای یک اتاقک مرمر سفید است. در زمان جهانگیر و حتی بیشتر اوقات در حکومت شاه جهان، از این جهروکه‌ها برای درشن استفاده می‌شد. طی حکومت جهانگیر، روش جدیدی آزمایش شد؛ یک زنجیر برای مردم تعبیه شد که بتوانند توجه شاه را به حضورشان در نزدیکی جهروکا جلب کنند. این در واقع یک سیستم ایرانی بود که در زمان حکومت نوشروان رایج بود. جهانگیر با گذاشتن این زنجیر طلایی دادخواست‌ها، به گسترده کردن این مراسم پرداخت. این «زنجیر عدل» دارای زنگ‌های طلایی بود و به رود جمنا می‌رسید. با این حال این طرح به موفقیت نرسید. جهانگیر در کتاب خاطرات خود، توزک جهانگیری، می‌نویسد:
| « | بعد از جلوس، اولین حکمی که از من صادر گشت بستن زنجیر عدل بود که اگر متصدیان مهمات دارالعدالت در دادخواهی و غوررسی ستمرسیدگان و مظلومان اهمال و مداهنه ورزند، آن مظلومان خود را بدین زنجیر رسانیده، سلسله جنبان گردند تا صدای آن باعث آگاهی گردد و وضع آن برین نهج است که از طلای ناب فرمودم زنجیری ساختند. طولش سی گز مشتمل بر شصت زنگ. وزن آن چهارده من هندوستان که سی و دو من عراق بوده باشد و یک سرش بر کنگره شاه برج قلعه آگره استوار ساخته و سر دیگر را تا کنار دریا برده بر میلی از سنگ که نصب شده بود، محکم ساختند. | » |

نور جهان، همسر جهانگیر، نیز در مراسم جهروکه درشن نشسته و با مردم عادی صحبت می‌کرد و خواسته‌های اداریشان را پیگیری می‌کرد. جهانگیر کاملاً به این عمل پایبند بود و حتی اگر بیمار بود، جهروکه درشن را مورد توجه قرار می‌داد. او گفته بود: «حتی در زمان ضعف، من هر روز طبق عادت ثابت خود به جهروکه می‌رفتم؛ اگرچه درد و اندوه فراوانی داشتم.» نقاشی‌هایی از جهانگیر نیز در حین جهروکه درشن ترسیم شده‌است.

### در زمان سلطنت شاه جهان

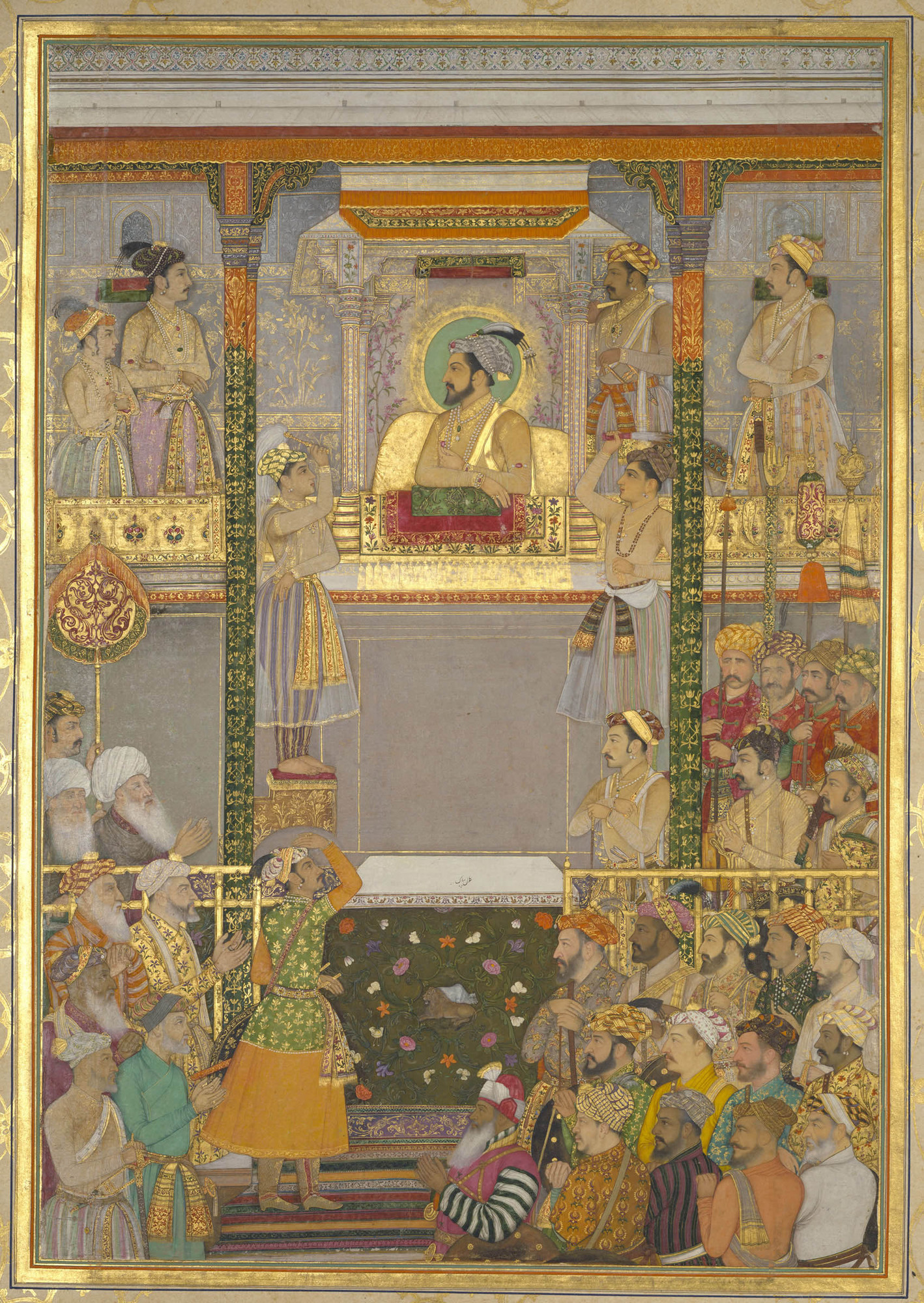
نگاره‌ای از شاه جهان در کتاب پادشاه‌نامه، به سال ۱۶۵۷ میلادی

امپراتور شاه جهان در طول سی سال حکومت خود یک برنامهٔ روزمرهٔ دقیق داشت و آن را همواره رعایت می‌کرد. او ساعت ۴ صبح بیدار می‌شد و پس از وضو و نماز با اعتقاد مذهبی در پنجرهٔ جهروکه ظاهر می‌شد تا خود را به رعایایش نشان دهد. در طول اقامت وی در آگره یا دهلی، جمعیت عظیمی برای درشن زیر بالکن او، دور هم جمع می‌شدند. او ۴۵ دقیقه پس از طلوع آفتاب، در معرض دیدار با عموم بود. رعایای او در برابر او تعظیم می‌کردند که او با سلام شاهانهٔ خود پاسخ می‌داد. یک گروه خاص از مردم به نام درشنیاس با تملق و چاپلوسی، تنها زمانی غذای خود را می‌خوردند که در صورت پادشاه نگریسته بوده‌باشند تا روزشان پراقبال و فرخنده گردد. شاه باید بیش از نیم ساعت در بالکن می‌ماند، زیرا این تنها زمانی بود که مردم می‌توانستند از طریق زنجیری که به منظور دریافت دادخواست‌ها تهیه شده بود، به شاه نامه برسانند.  زمانی در سال ۱۶۵۷ که شاه جهان بیمار شد، نمی‌توانست برای جهروکه درشن حاضر شود و به همین علت شایعاتی دربارهٔ مرگ او گسترش یافت.
زمان‌هایی وجود داشت که مردم برای برگزاری تظاهرات اعتراض‌آمیز زیر پنجره جمع می‌شدند تا شکایات خود را در برابر شاه بیان کنند. یکی از این حادثه‌ها در سال ۱۶۴۱ در لاهور رخ داد، زمانی که مردم گرسنه از قحطی، نزد شاه جهان رفتند تا از او برای تسکین شرایط قحطی کمک بطلبند.
همچنین در مورد شاه جهان گفته شده‌است که وی بیش از پدرش یا پدربزرگش به اسلام سنتی قائل بوده‌است و در انجام آداب جهروکه درشن دچار تردید شده بود، زیرا تصور می‌شد که شاید این امر به عنوان پرستش خورشید تلقی گردد. با این حال، این رویه در «پادشاهی و دولت گورکانی» چنان ریشه‌دار شده بود که وی مجبور به ادامهٔ این عمل شد.

### در زمان سلطنت اورنگ‌زیب

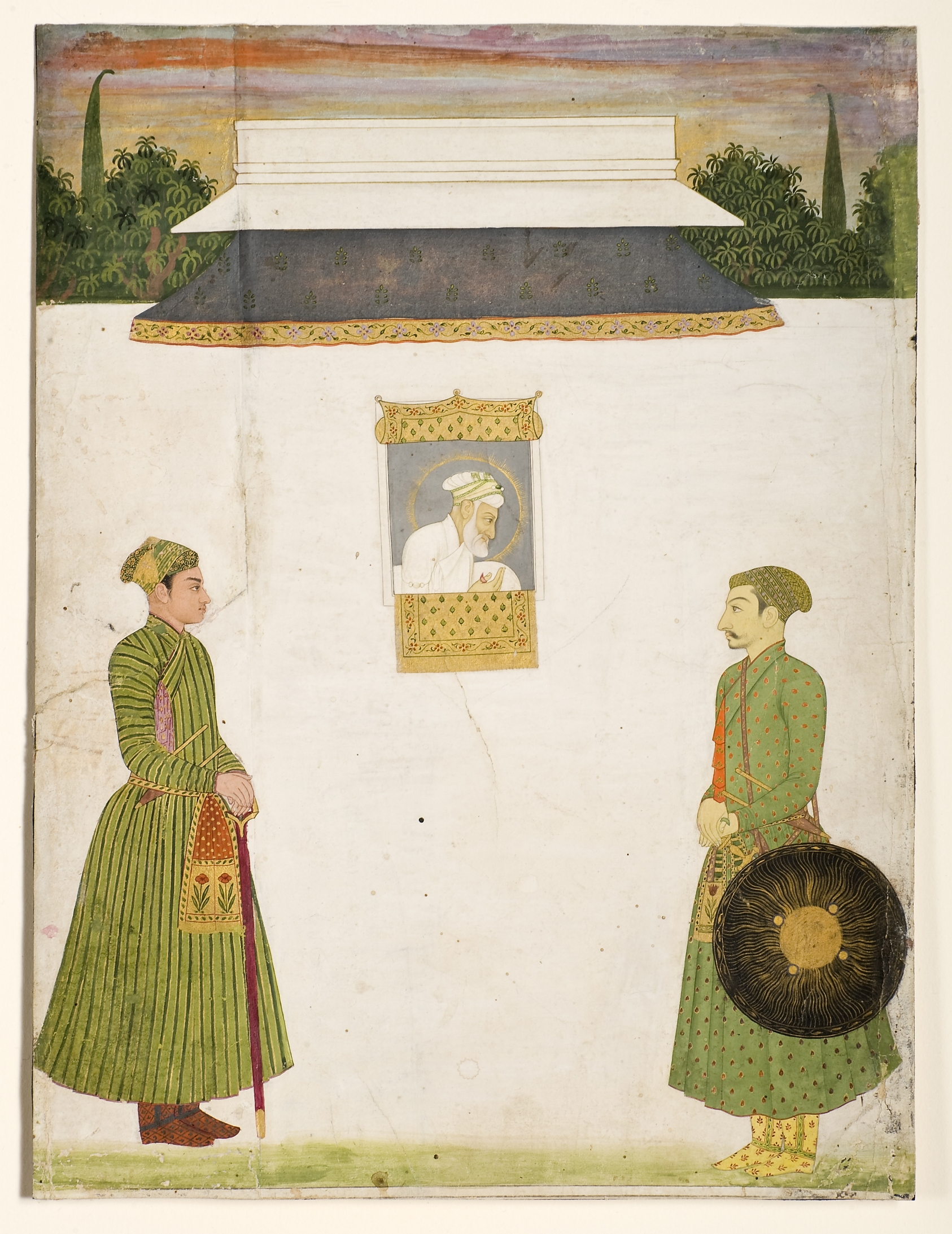
امپراتور اورنگ‌زیب در پنجره جهروکه با دو نجیب‌زاده در پیش‌زمینه تصویر، در سال ۱۷۱۰

شواهدی وجود دارد که اورنگ‌زیب در ابتدای سلطنتش به شیوهٔ اسلاف خود جهروکه درشن را اجرا می‌کرده‌است؛ در نقاشی کشیده شده مورخ ۱۷۱۰ میلادی، او در حالی که دو نجیب‌زاده در دو سوی تصویر هستند، در جهروکه نشان داده شده‌است. در این نقاشی، امپراتور در یک نیم‌رخ جانبی نقاشی شده‌است و دارای یک جامهٔ سفید است و با عمامه‌ای در زمینه‌ای از رنگ آبی ترسیم شده‌است. در سال ۱۶۷۰، هندوها برای اعتراض به مالیات جزیه که توسط اورنگ زیب به آن‌ها تحمیل شده‌بود، در جهروکه تجمع کردند.  با این حال، اورنگ‌زیب که «متقی» بود و در زندگی شخصی خود مقررات سختگیرانه اسلامی را رعایت می‌نمود، رسم جهروکه را متوقف کرد و آن را گونه‌ای بت‌پرستی از انسان دانست. وی در یازدهمین سال حکومت خود این عمل را برای همیشه متوقف نمود.  او همچنین احساس می‌کرد که دارد از این مراسم هندویی لذت می‌برد.

### گورو گوبیند سینگ
در کتاب عبرت‌نامه نوشته شده توسط محمد قاسم عبرت، اشاره شده که دهمین گورو از سیک‌ها، گورو گوبیند سینگ، چهره‌اش را در جهروکه نشان داد و پیروان او را به نام بادشاه خطاب کردند. لازم است ذکر شود که اورنگ‌زیب دستوری صادر کرد که وزیر خان، فوج‌دار منطقه سرهند، باید از انجام این کار ممانعت نماید.

## دو آشیانه منزل
دو آشیانه منزل یک خانه چوبی قابل حمل بود که امپراتوران گورکانی هنگام بازدید از خارج پایتخت از آن استفاده می‌کردند. این یک خانه دو طبقه ساخته شده با یک سکوی پشتیبانی بود که بیش از ۱۶ ستون و طول ۶ یارد داشت. ارتفاع ستون‌ها ۴ ذراع بود و از پیچ و مهره‌هایی تشکیل شده بود که طبقه فوقانی را شکل می‌دادند. این سکو به عنوان محل خواب پادشاه و همچنین برای عبادت او و برگزاری جهروکه درشن استفاده می‌شد و تقلیدی از عمل هندوها به حساب می‌آمد.

## دربار دهلی
به مناسبت مراسم دربار دهلی که در ۱۲ دسامبر ۱۹۱۱ برگزار شد، پادشاه جرج پنجم و همسرش ملکه ماری، در جهروکهٔ لال قلعه ظاهر شدند تا در مقابل ۵۰۰۰۰۰ نفر از عوام که در آنجا جمع شده بودند، به آن‌ها سلام کرده و مراسم جهروکه درشن را برگزار نمایند.مراسم رسمی از ۷ تا ۱۶ دسامبر به طول انجامید و خود مراسم جهروکه درشن در روز سه شنبه، ۱۲ دسامبر برگزار شد.
به مردان و افسران ارتش انگلیس و هند که در رویداد ۱۹۱۱ شرکت کرده بودند، بیست و شش هزار و هشتصد (۲۶۸۰۰) مدال نقره‌ای دهلی دربار اعطا شد. دویست مدال دیگر با طلا ضرب شدند. صد مورد از آن‌ها به حکام شاهزاده هند و عالی‌رتبه‌ترین افسران دولتی تعلق گرفت.